# S/S Conehatta
S/S Conehatta var en oljeeldad lastångare som sjösattes 1920 och hörde hemma i New York, men som den 7 november 1929 gick på grund utanför Nordmaling och sjönk till cirka 38 meters djup. Hela besättningen på 36 man räddades i en livbåt innan fartyget bröts mitt itu och sjönk till botten den 10 november. Det rådde tät dimma och hög sjö vid olyckstillfället. 
Conehatta som var på 5 000 bruttoton var lastad med pappersmassa och tillhörde American International Corp. Fartyget var före skeppsbrottet 119 meter långt och 16,5 meter brett. Vraket som brukar uppsökas av dykare ligger vid Brotthällan cirka tre sjömil sydost om Storbådans fyr.